# 圣王 (古罗马)
圣王（拉丁語：Rex Sacrorum）与帝权（imperium）相对，是古罗马宗教中类似罗马元老的一种祭祀，只有罗马贵族才能担当，其地位在古罗马宗教中最高，高于罗马大祭司。圣王的活动场所为雷吉亚。